# Zwanemeer

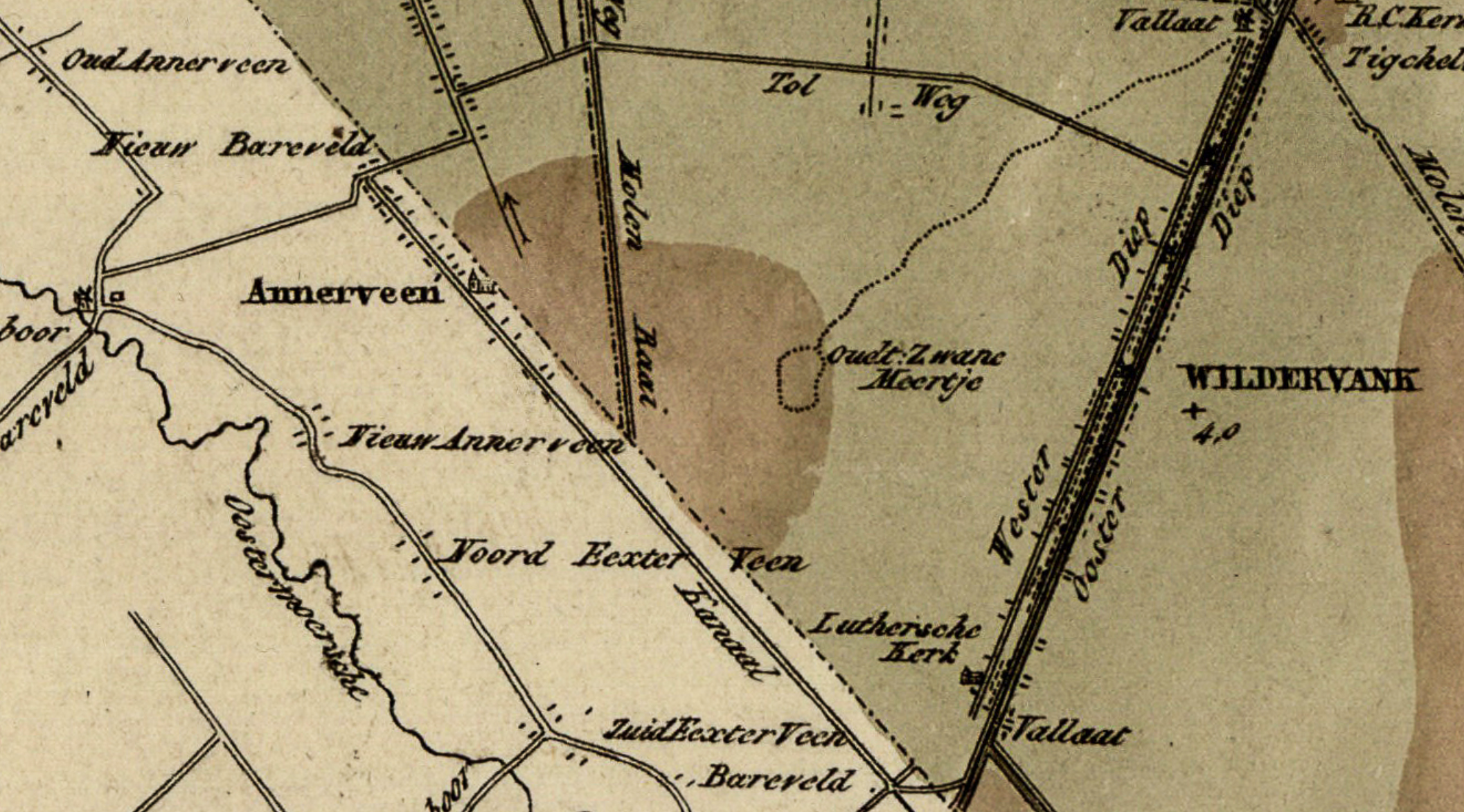
Zwanemeer op de geologische kaart van 1837, samengesteld door Gozewinus Acker Stratingh

Het Zwanemeer was een veenmeertje of meerstal ten westen van Wildervank in de provincie Groningen. In dit meertje ontsprong vanouds het riviertje de Munte. Het wordt nog afgebeeld op de provinciekaart van Theodorus Beckeringh uit 1781. In de 19e eeuw was het meertje inmiddels droog gelegd.